# Ría de Vigo
Ría de Vigo är en flodmynning i Spanien.   Den ligger i provinsen Provincia de Pontevedra och regionen Galicien, i den nordvästra delen av landet, 500 km väster om huvudstaden Madrid. Arean är 176 kvadratkilometer.